# Jacques Deschenaux
Jacques Deschenaux (* 9. Dezember 1945 im Kanton Freiburg) ist ein Schweizer Sportmoderator.
Deschenaux, der beim Sender Télévision Suisse Romande (TSR) arbeitet, moderierte regelmäßig Sportveranstaltungen wie Ski Alpin und die Olympischen Spiele. Seine größte Bekanntheit erlangte er als Monsieur F1, dem Kommentator der Formel-1-Übertragungen seit 1973. Zusammen mit Lolita Morena moderierte er den Concours Eurovision de la Chanson 1989 in Lausanne. Von 1994 bis 2001 leitete er das Département Sport des Senders TSR.